# NGC 4073
NGC 4073 est une vaste galaxie elliptique située dans la constellation de la Vierge. NGC 4073 a été découverte par l'astronome germano-britannique William Herschel en 1784.

## Caractéristiques
Sa vitesse par rapport au fond diffus cosmologique est de 6 269 ± 25 km/s, ce qui correspond à une distance de Hubble de 92,5 ± 6,5 Mpc (∼302 millions d'al).
À ce jour, six mesures non basées sur le décalage vers le rouge (redshift) donnent une distance égale à 80,175 ± 31,348 Mpc (∼261 millions d'al), ce qui est à l'intérieur des valeurs de la distance de Hubble. Notons cependant que c'est avec la valeur moyenne des mesures indépendantes, lorsqu'elles existent, que la base de données NASA/IPAC calcule le diamètre d'une galaxie et qu'en conséquence le diamètre de NGC 4073 pourrait être d'environ 85,0 kpc (∼277 000 al) si on utilisait la distance de Hubble pour le calculer.

## Groupe de NGC 4073
NGC 4073 est la plus grosse et la plus brillante d'un trio de galaxies qui porte son nom. Les deux autres galaxies du groupe de NGC 4073 sont NGC 4058 et UGC 6854 notée 1150+0201 dans l'article d'Abraham Mahtessian, une abréviation pour CGCG 1150.2+0201.